# Конотоп (Орловська область)
Конотоп — село у Кромському районі Орловської області Росії. Входить до складу Короськівського сільського поселення.

## Географія
Село знаходиться в південно-західній частині Орловської області, в лісостеповій зоні, в межах центральної частини Середньоруської височини, на березі одного з правих приток річки Оки, на відстані приблизно 22 кілометрів (по прямій) на південний схід від селища міського типу Кроми, адміністративного центру району. Абсолютна висота — 199 метрів над рівнем моря.